# Principio de correspondencia (física)
El principio de correspondencia fue primeramente postulado por Niels Bohr en 1923. Las leyes de la mecánica cuántica son altamente exitosas en describir objetos microscópicos tales como átomos y partículas elementales. 
Por otra parte, se sabe por experimentos que una variedad de sistemas macroscópicos (sólidos rígidos, condensadores eléctricos, etc.) pueden ser descritos con exactitud por teorías clásicas tales como la mecánica clásica y el electromagnetismo. Por el contrario, es razonable creer que las máximas leyes de la Física deben de ser independientes del tamaño del objeto físico descrito. Esta fue la motivación para la creación del principio de correspondencia de Bohr, el cual establece que la física clásica debe de emerger como una aproximación a la física cuántica a medida que los sistemas aumentan de tamaño.
Las condiciones por las cuales la física cuántica y la física clásica concuerdan es lo que se denomina el principio de correspondencia, o el límite clásico. La prescripción que Bohr suministró para el límite clásico fue áspera: ocurre cuando los números cuánticos que describen el sistema son grandes, lo que quiere decir que algunos números cuánticos están excitados a valores muy altos o que el sistema es descrito por un conjunto grande de números cuánticos, o ambas cosas.
El principio de correspondencia es la única herramienta que los físicos poseen para seleccionar teorías cuánticas correspondientes a la relatividad. Los principios de la mecánica cuántica son completamente abiertos - por ejemplo, establecen que los estados de un sistema físico ocupan un espacio de Hilbert, pero no aclaran qué tipo de espacio de Hilbert. El principio de correspondencia limita las opciones a las que reproducen la mecánica clásica en el límite de correspondencia. Por esta razón, Bohm ha afirmado que la física clásica no emerge de la física cuántica del mismo modo en que la mecánica clásica emerge de la aproximación de la relatividad especial a velocidades pequeñas, sino que la física clásica existe independientemente de la teoría cuántica y no se puede derivar de ella.
- Datos: Q1136644